# بورتش
بورتش (به چکی: Boreč) یک منطقهٔ مسکونی در جمهوری چک است که در ناحیه ملادا بولسلاو واقع شده‌است. بورتش ۶٫۹۴ کیلومتر مربع مساحت و ۲۹۹ نفر جمعیت دارد و ۲۹۴ متر بالاتر از سطح دریا واقع شده‌است.